# Marles-les-Mines
Marles-les-Mines is een gemeente in het Franse departement Pas-de-Calais (regio Hauts-de-France). De plaats maakt deel uit van het arrondissement Béthune. Marles-les-Mines telde op 1 januari 2022 5.437 inwoners.

## Geografie
De oppervlakte van Marles-les-Mines bedroeg op 1 januari 2022 4,55 vierkante kilometer; de bevolkingsdichtheid was toen 1.194,9 inwoners per km².

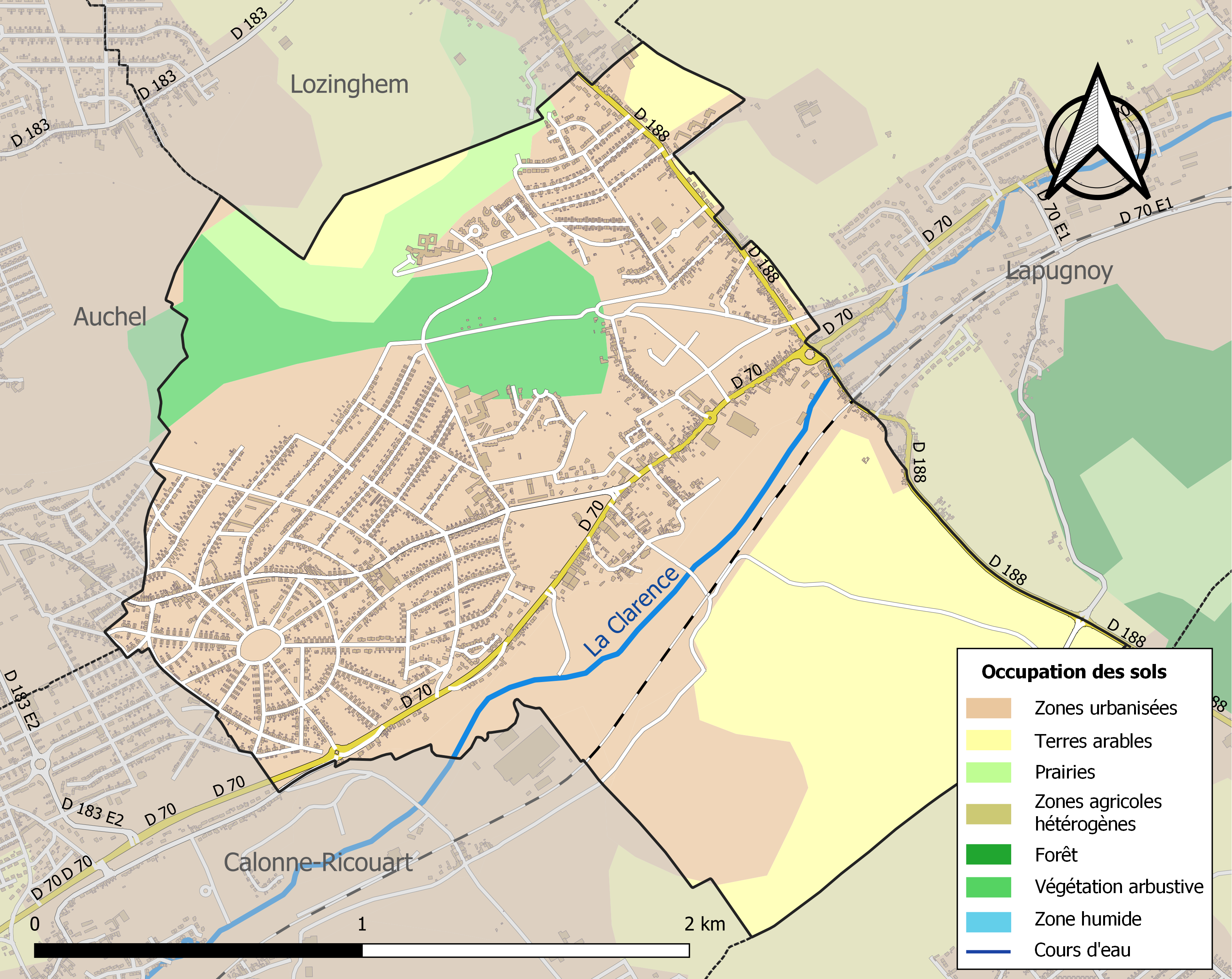
Kaart van de gemeente met belangrijkste infrastructuur, bodemgebruik en omliggende gemeenten

## Verkeer en vervoer
In de gemeente ligt spoorwegstation Vis-à-Marles.

## Demografie
Onderstaande figuur toont het verloop van het inwonertal (bron: INSEE-tellingen).

## Geboren
- Jean-Apôtre Lazaridès (1925-1998), wielrenner